# Stanisław Piotrowski (prokurator)

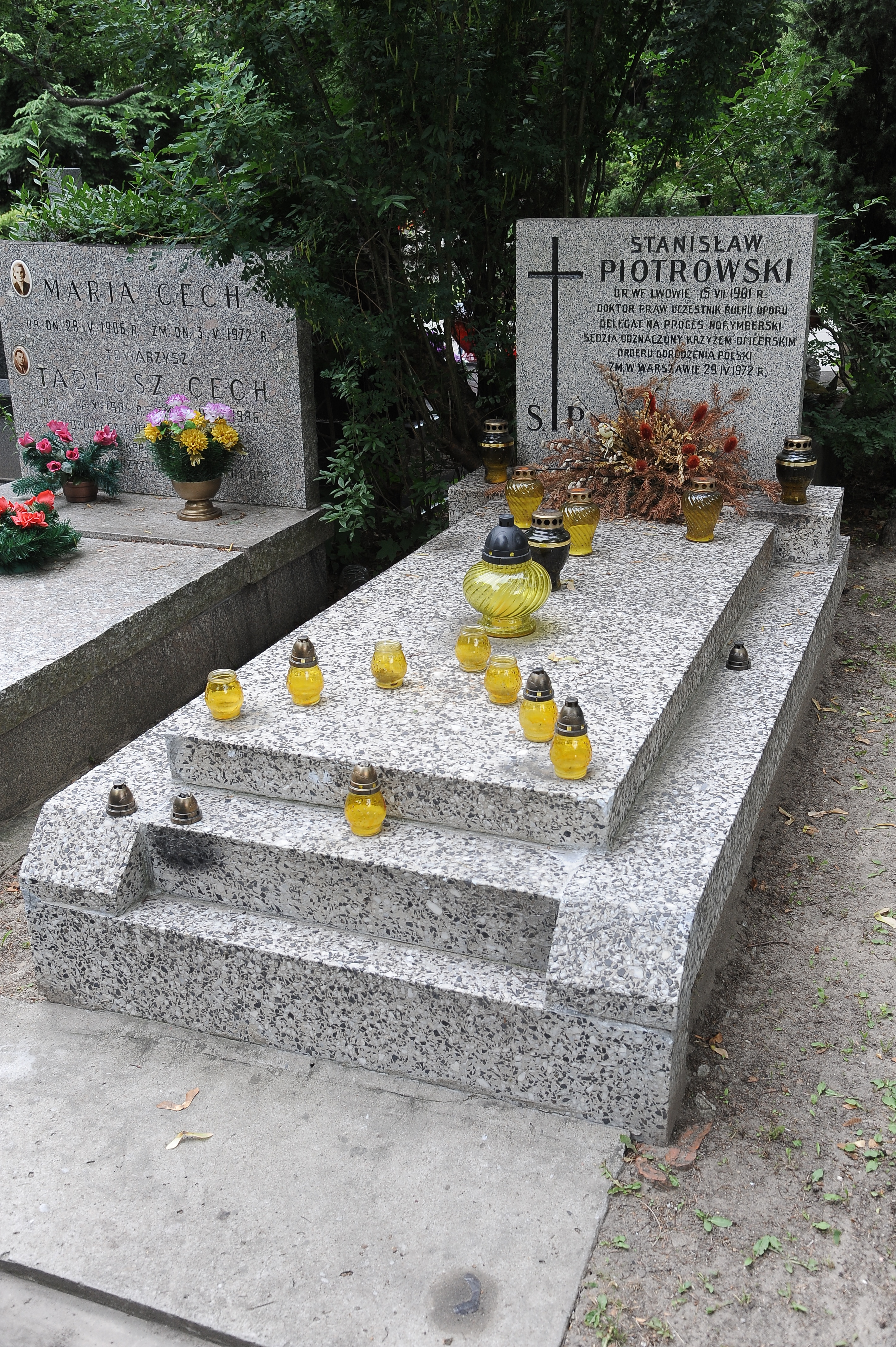
Grób Stanisława Piotrowskiego na warszawskim Cmentarzu Wojskowym na Powązkach

Stanisław Piotrowski (ur. 15 lipca 1901 we Lwowie, zm. 29 kwietnia 1972 w Warszawie) – polski prawnik, prokurator, działacz ruchu ludowego, jeden z czterech członków delegacji polskiej na proces norymberski przed Międzynarodowym Trybunałem Wojskowym.

## Życiorys
Studiował na prawo na Uniwersytecie Lwowskim uzyskawszy w 1924 tytuł magistra praw, a trzy lata później – stopień doktora praw.
Aplikantem w lwowskim oddziale Prokuratorii Generalnej był od 1 stycznia 1925, później został tam referendarzem; od 1 lipca 1928 przeniesiono go do Głównego Urzędu Prokuratorii Generalnej RP w Warszawie; od 1 marca 1936 został tam radcą i pracował na tym stanowisku do wybuchu II wojny światowej. W okresie okupacji mieszkał nadal w Warszawie i pracował tam jako adwokat działając w podziemnych strukturach Stronnictwa Ludowego (był w nim członkiem Komisji Spraw Zagranicznych), a w Komisji Konstytucyjnej Delegatury Rządu na Kraj był kierownikiem referatu ds. narodowościowych. W 1943 skierowany przez Stronnictwo Ludowe do Rady Narodowościowej.
Po wojnie od 1 lipca 1945 w Ministerstwie Sprawiedliwości objął stanowisko naczelnika wydziału prawa międzynarodowego i wkrótce, we wrześniu 1945, wyjechał do Londynu, gdzie przygotowywano wówczas międzynarodowy proces przeciwko zbrodniarzom hitlerowskim, który rozpoczął swą pracę w listopadzie 1945 w Norymberdze.
Na procesie norymberskim jako członek polskiej delegacji Piotrowski przebywał od 10 listopada 1945 r. do 13 lutego 1946 r. oraz od 23 lutego 1946 r. do 1 października 1946 r., przy czym od 1 maja 1946 r. był na tym procesie stałym przedstawicielem Polski.
Przebywając w Norymberdze zgromadził i przedstawił oskarżycielom radzieckim, amerykańskim i brytyjskim materiał dowodowy dotyczący zbrodniarzy hitlerowskich, przede wszystkim Hansa Franka (podczas wojny gubernatora Generalnego Gubernatorstwa), w tym – wyciągi z oryginału tzw. "Dziennika Hansa Franka" oraz komentarze do tego dziennika w języku niemieckim, a także materiały dowodowe przeciw organizacjom Schutzstaffel (SS) i Sturmabteilung (SA).
Po zakończeniu procesu i powrocie do Polski ponownie objął w kwietniu 1947 stanowisko naczelnika wydziału prawa międzynarodowego w Ministerstwie Sprawiedliwości. Stanowisko to zachował również po 16 stycznia 1949, kiedy mianowano go prokuratorem Sądu Najwyższego; 3 stycznia 1951 objął funkcję naczelnika wydziału prezydialnego. Z końcem sierpnia tego samego roku przeszedł do biura obrotu prawnego w Ministerstwie Sprawiedliwości; pozostał w nim także po 29 grudnia 1951, kiedy w związku z utworzeniem Generalnej Prokuratury RP uzyskał nominację na sędziego sądu wojewódzkiego (najpierw dla miasta stołecznego Warszawy, potem dla województwa warszawskiego). Na stanowisko sędziego Sądu Najwyższego (w Izbie Cywilnej) uzyskał powołanie 1 października 1953; pięć lat później (od 11 sierpnia 1958) objął funkcję sędziego wydziału rewizyjnego w sądzie wojewódzkim dla województwa warszawskiego, a 31 lipca 1967 przeszedł na emeryturę.
Po przeanalizowaniu – podczas pobytu w Norymberdze i po procesie – licznych niemieckich dokumentów opublikował: „Sprawozdanie Jürgena Stroopa” (Warszawa 1948), „Misja Odilo Globocnika” (Warszawa 1949), „Dziennik Hansa Franka” (Warszawa 1956) i „Proces Hansa Franka” (Warszawa 1970), a także artykuły w dziennikach i czasopismach.
Od 1946 roku działał w Głównej Komisji Badania Zbrodni Niemieckich w Polsce (później przemianowanej na Główną Komisję Badania Zbrodni Hitlerowskich w Polsce) wygłaszając liczne referaty (na temat okupacji niemieckiej i popełnionych podczas niej w Polsce zbrodni) tak w kraju, jak i poza jego granicami (w USA, Niemczech, Austrii, Danii, Szwecji, Finlandii i Czechosłowacji.
Jeszcze w czasie studiów we Lwowie należał do Związku Polskiej Akademickiej Młodzieży Ludowej „Posiew”, potem do „Wici”; podczas wojny był w Stronnictwie Ludowym, po 1945 w PSL-Lewica, a od zjednoczenia ruchu ludowego w Polsce – w ZSL. Odznaczony (w 1946) Krzyżem Oficerskim Orderu Odrodzenia Polski. Pochowany na cmentarzu Powązki Wojskowe w Warszawie (kwatera B33-2-1).